# Cissus hamaderohensis
Cissus hamaderohensis là một loài thực vật hai lá mầm trong họ Nho. Loài này được Radcl.-Sm. miêu tả khoa học đầu tiên năm 1971.